# الکویزار
الکویزار (به اسپانیایی: Alquízar) یک منطقهٔ مسکونی در کوبا است که در استان آرتمیسا واقع شده‌است.

## خصوصیات
الکویزار ۱۹۳ کیلومترمربع مساحت و ۲۹٬۶۱۶ نفر جمعیت دارد و ۲۵ متر بالاتر از سطح دریا واقع شده‌است.